# Oligotoma michaeli
Oligotoma michaeli är en insektsart som beskrevs av Maclachlan 1877. Oligotoma michaeli ingår i släktet Oligotoma och familjen Oligotomidae. Inga underarter finns listade i Catalogue of Life.